# Liste der Naturdenkmale in Lichtenberg (Landkreis Bautzen)
Die Liste der Naturdenkmale in Lichtenberg (Landkreis Bautzen) nennt die Naturdenkmale in Lichtenberg im sächsischen Landkreis Bautzen.

## Definition
„Naturdenkmäler sind rechtsverbindlich festgesetzte Einzelschöpfungen der Natur oder entsprechende Flächen bis zu fünf Hektar, deren besonderer Schutz erforderlich ist
1. aus wissenschaftlichen, naturgeschichtlichen oder landeskundlichen Gründen oder
2. wegen ihrer Seltenheit, Eigenart oder Schönheit.“

## Liste
Link zu einem Kartenansichtstool, um Koordinaten zu setzen.
| Bild | Bezeichnung                                               | Lage                                                  | Beschreibung | Datum | Nummer |
| ---- | --------------------------------------------------------- | ----------------------------------------------------- | ------------ | ----- | ------ |
| BW   | Steilhang südlich Richters Mühle                          | Kleindittmannsdorf (51° 10′ 21″ N, 13° 55′ 47,9″ O)   |              |       | 16/03  |
| BW   | Steilhang nördlich Richters Mühle                         | Kleindittmannsdorf (51° 10′ 29,9″ N, 13° 55′ 49,1″ O) |              |       | 16/10  |
| BW   | Linde                                                     | Lichtenberg (51° 10′ 28,4″ N, 13° 58′ 5,8″ O)         |              |       | 142    |
| BW   | Steinbruchrestloch am Eierberg                            | Lichtenberg (51° 9′ 52,3″ N, 13° 59′ 0,8″ O)          |              |       | 212    |
| BW   | Gehölz nördlich der Straße Kleindittmannsdorf-Lichtenberg | Kleindittmannsdorf (51° 10′ 41,5″ N, 13° 56′ 51,5″ O) |              |       | 213    |
| BW   | Baumgruppe oberhalb des Nixteiches                        | Kleindittmannsdorf (51° 10′ 15,6″ N, 13° 55′ 56,2″ O) |              |       | 214    |